# Anja Dolenc
Anja Dolenc (r. Levstik), slovenska kostumografinja in oblikovalka lutk, * 17. marec 1936, † 14. januar 2013, Ljubljana.

## Življenje in delo
Po vojni je končala umetnoobrtno šolo v Ljubljani in se poklicno posvetila gledališki kostumografiji. Kostumografsko je oblikovala več kot 150 predstav v vseh slovenskih poklicnih gledališčih in na Reki, več slovenskih filmov, sodelovala pa je tudi z RTV Ljubljana.  
V letih 1974−1981 in od 1985 dalje je bila vodja delavnice Lutkovnega gledališča Ljubljana. Kot tehnologinja in ustvarjalka lutk je iskala možnosti za uveljavitev izraznih posebnosti lutk; nekatere njene stvaritve pomenijo preobrat v oblikovanju sodobnih gledaliških lutk na Slovenskem.  